# وایسهورن
وایسهورن(به آلمانی: Weisshorn) کوهی‌است در آلپ پنین در کشور سوئیس. وایسهورن با بلندای چکاد این کوه ۴٫۵۰۶ متر یکی از مرتفع‌ترین کوه‌های آلپ و نزدیک به سی‌متر بلندتر از ماترهورن می‌باشد. نخستین‌بار جان تیندال بریتانیایی در ۱۸۶۱ میلادی این کوه را درنوردید و به قلهٔ آن رسید. 
وایسهورن در ایالت ولهٔ سوئیس و در ۲۵ کیلومتری جنوب رون جای دارد. 